# Сарач џамија
Сарач џамија, позната и као Кукли Мехмет бегова џамија је најстарија џамија у Призрену и једна од најстаријих у Србији.

## Опште информације
Квадратног је облика димензија 9 х 9 м, саграђена од камена малтерисаног кречом. Спољашни шестоугаони кров првобитно изграђен од камених плоча има више слојева и налази се изнад осмоугаоне унутрашње куполе.
На фасадном малтеру се јасно види зидана конструкција у којој је камен везан кречним малтером. Видљиви су и дрвени гротови који повезују фасаду са централном конструкцијом, као и улазна врата на југозападној страни. Врата су дрвена са полулучним оквиром од клесаног камена, а оближњи знак идентификује михраб.
У јужном углу џамије, близу врата, налази се шестоугаона камена мунара, заобљена конструкција на чијем врху се налази купола на балкона, који је прекривен богатим геометријским орнаментом.

## Историјат
Кукли-бегова џамија се налази у близини центра града Призрена у четврти Сарач, историјски познатој по млиновима и штављењу. У непосредној близини налази се тарикат Халвети Теке и Мехмед-пашин хамам (турско купатило). Саградио ју је 1531. године Мехемет Кукли бег, тадашњи гувернет области која се протезала од Солуна до Босне.
Трем окренут према југозападу је срушен 1963. године приликом проширења пута. Реновирањем 1977. и 1994. године унутрашњи зидови су малтерисани и уклоњени мурали, док је камени кров замењен глиненим црепом; Од 2000. до 2003. године извршено је више реновирања. Године 2008. трем је обновљен, али је унутрашњост изгорела у пожару 2009. године.

## Галерија
- Надгробни споменици у дворишту џамије
- Излаз из џамије